# AutoCAD DXF
AutoCAD DXF (Drawing Interchange Format, eller Drawing Exchange Format) är ett CAD-dataformat utvecklat av Autodesk för att möjliggöra kompatibilitet för data mellan AutoCAD och andra program.